# Taalbesluit
Het zogenaamde Taalbesluit was een op 15 september 1819 door koning Willem I der Nederlanden uitgevaardigd Koninklijk Besluit.
Willem I liet in dit Koninklijk Besluit afkondigen dat voortaan alle overheidsinstanties alsook notarissen in de provincies Oost-Vlaanderen, West-Vlaanderen, Antwerpen en Limburg verplicht waren om in hun contacten met het volk en hun ondergeschikten - indien deze dit wensten - in Nederlands (in het Besluit de landstaal genoemd) te gebruiken. Hij bepaalde ook dat vanaf 1 januari 1823 het Nederlands de enige ambtelijke taal zou zijn. De bepalingen van dit zogenaamde Taalbesluit zouden pas op 26 oktober 1822 ook van toepassing worden verklaard op de arrondissementen Leuven en Brussel, waarbij dus niet zoals in de andere provincies een overgangsperiode werd voorzien.
Het was vooral Willems minister van justitie, Cornelis Felix van Maanen, tevens de vurigste pleitbezorger voor een krachtdadige invoer van het Nederlands als ambtstaal in de nieuwe zuidelijke gewesten, die zich met de uitvoering van het Taalbesluit bezighield. Hij wist dan ook successen te boeken, maar toen vanaf 1828 de ontevredenheid in de zuidelijke gewesten over het bewind van Willem I toenam, werd ook het Taalbesluit door diens opposanten aangevallen.
Hoewel het zogenaamde Taalbesluit lange tijd in de geschiedschrijving werd gezien als een belangrijke grief, die mee aanleiding gaf tot het uitbreken van de Belgische Revolutie, is men hier intussen op teruggekomen en lijkt de taalkwestie vooral een van de vele, kleine grieven in een lange lijst van klachten, die de liberalen en katholieken (het zogenaamde Monsterverbond) in 1828 opstelden, te zijn geweest.

## Uitgave
- G. Luttenberg, Chronologische verzameling der wetten en besluiten, betrekkelijk het openbaar bestuur in de Nederlanden sedert de herstelde orde van zaken in 1813, II, Zwolle, 1844, pp. 8384.